# Етре ле Креси
Етре ле Креси (фр. Estrées-lès-Crécy) насеље је и општина у североисточној Француској у региону Пикардија, у департману Сома која припада префектури Абевил.
По подацима из 2011. године у општини је живело 389 становника, а густина насељености је износила 34,76 становника/km². Општина се простире на површини од 11,19 km². Налази се на средњој надморској висини од 75 метара (максималној 84 m, а минималној 33 m).

## Демографија
| 1962. | 1968. | 1975. | 1982. | 1990. | 1999. | 2011. |
| ----- | ----- | ----- | ----- | ----- | ----- | ----- |
| 368   | 406   | 380   | 358   | 353   | 362   | 389   |

График промене броја становника у току последњих година